# Adriaan Metius
Adriaan Adriaanszoon Metius (Alkmaar, 9 de dezembro de 1571 – Franeker, 6 de setembro de 1635) foi um matemático, geodesista e astrônomo neerlandês.
Filho do matemático, cartógrafo e geodesista Adriaan Anthonisz. Seu irmão Jacob foi construtor de instrumentos ópticos foi um dos inventores do telescópio refractor.

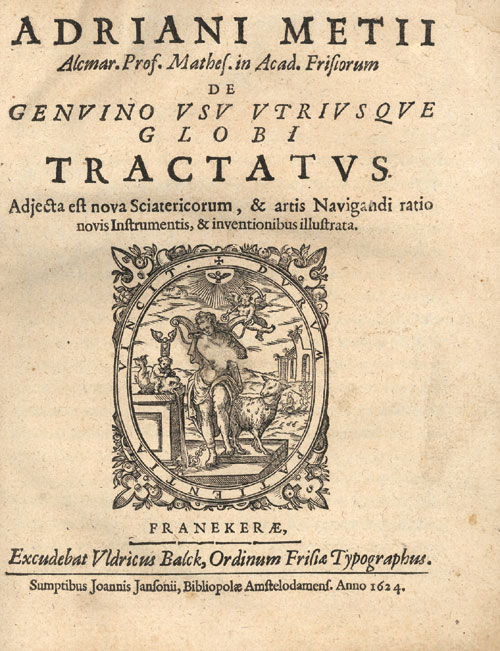
Adriaen Metius: De genuino usu utriusque globi tractatus. Adjecta est nova Sciatericorum, & artis Navigandi ratio novis Instrumentis, & inventionibus illustrata. Franeker 1624.

Em seu livro Arithmeticæ et geometriæ practica, publicado em 1611 em Franeker, deu o valor para π 3,1415094. Já em 1573 seu pai forneceu como aproximações para π 377/120 e 333/106. Metius descobriu 900 anos após Tsu Ch'ung Chih o valor 355/113 para π.

## Obras
- Doctrinae sphericae libri. Franeker 1598.
- Universiae astronomicae institutio. Franeker 1605.
- Arithmeticæ et geometriæ practica. Franeker 1611.
- Praxis novae geometriae. Franeker 1613.
- De genuino usu utriusque globi tractatus. Franeker 1624.
- Problema astronomica. Leiden 1625.
- Calendarium perpetuum. Rotterdam 1927.
- Institutiones Astronomicae Geographicae.
- Opera astronomica. Amsterdam 1633.
- Manuale arithmeticae & geometricae… 1633.
- Arithmeticæ libri duo: et geometriæ libri VI. 1640 (544 p.; latim; http://books.google.com.br/books?id=gAsUgvt3tngC&pg=PA1&f=false).